# Imanol García de Albéniz
Imanol García de Albéniz Crecente (* 8. června 2000 Bilbao) je španělský profesionální fotbalista, který hraje na pozici levého obránce za český klub AC Sparta Praha.

## Klubová kariéra

### Athletic Bilbao
García je odchovancem Athleticu Bilbao, do jehož akademie se dostal ve svých deseti letech. Do dospělého fotbalu se začal prosazovat v roce 2019, kdy se stal členem základní sestavy rezervy baskického klubu.

#### CD Mirandés (hostování)
V sezoně 2021/22 odešel na hostování do druholigového klubu CD Mirandés, v jehož dresu odehrál 34 zápasů, ve kterých zapsal také dvě branky a čtyři asistence.

#### SD Eibar (hostování)
Ve druhé nejvyšší španělské soutěži se García představil také v ročníku 2022/23, tentokrát však v dresu Eibaru, se kterým skončil na konečném pátém místě. Baráž o postup do nejvyšší soutěže se však Eibaru nevydařila.

#### Návrat do Bilbaa
V létě 2023 se vrátil do svého mateřského klubu, pod trenérem Ernestem Valverdem se však nedokázal probojovat do základní sestavy, na pozici levého obránce hrál zejména zkušený Yuri Berchiche. Athletic zakončil sezónu na pátém místě a slavil se svými spoluhráči výhru ve španělském poháru, Bilbao ve finále zdolalo na penalty Mallorcu. García zasáhl celkem do desíti soutěžních zápasů.

### Sparta Praha
V červenci 2024 se García poprvé přesunul ze Španělska do zahraničí, stal se posilou pražské Sparty. Španělský obránce podepsal na Letné víceletý kontrakt,hned v 1. sezóně ve Spartě si vážně vážně poranil koleno, v zápase Bohemians 1905 : Sparta Praha ( 10.8.2024 konec 1:2.).